# ラテンアメリカ経済機構
ラテンアメリカ経済機構（ラテンアメリカけいざいきこう、Latin American Economic System, Sistema Económico Latinoamericano, SELA）は、1975年にラテンアメリカ23か国の代表が調印し1976年に発足した、共通の経済問題を協議し、全世界的な視野で経済戦略を検討し、資源開発を効果的に行う機構である。本部はベネズエラのカラカスにあり27か国が加盟している。

## 加盟国
- アルゼンチン
- バハマ
- バルバドス
- ボリビア
- ブラジル
- チリ
- コロンビア
- コスタリカ
- キューバ

- ドミニカ共和国
- エクアドル
- エルサルバドル
- グアテマラ
- ガイアナ
- ハイチ
- ホンジュラス
- メキシコ
- ジャマイカ

- ニカラグア
- パナマ
- パラグアイ
- ペルー
- スペイン
- スリナム
- トリニダード・トバゴ
- ウルグアイ
- ベネズエラ

## 経過
- 2009年3月31日、SELA は、ベネズエラの首都カラカスで加盟国専門家会議を開き、米国にキューバ経済封鎖の解除を求めた。最終文書は、「米国が40年以上キューバに対して続けている封鎖を17年連続の国連総会決議に従って、止める」ことを要求している。また「経済危機は先進国から起きた」として、米政府に「危機克服の努力を続けなければならない」と要請している。